# سلطان تبه

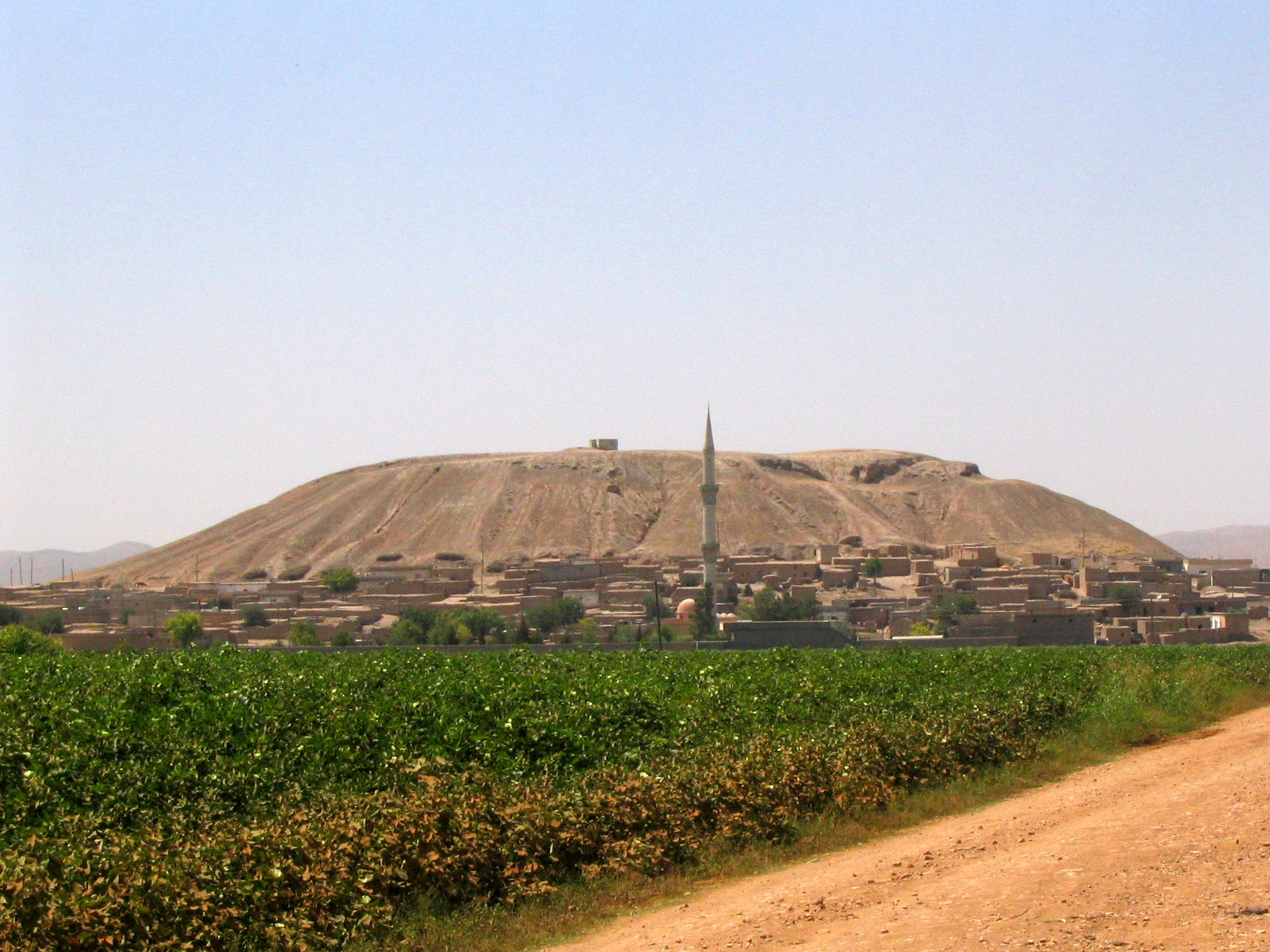
تل سلطان تبه

سلطان تبه هو موقع تل أثري فيه مجمع معبد قديم، ربما كان في مدينة هوزيرينا القديمة،  ، من الفترة الآشوري المتأخرة بنهاية الإمبراطورية الآشورية الحديثة ، يقع الآن في مقاطعة شانلي أورفا ، تركيا. يقع سلطان تبه على بعد حوالي 15 كيلومتر (9.3 ميل) جنوب أورفا على طريق حران . وتقع قرية سلطان تبه Köyü كويو الحديثة عند قاعدة التل.

## تاريخ
كشفت الحفريات عن مدينة آشورية ، بمستويات تعود إلى القرنين الثامن والسابع ق.م، أعيد بناؤها بعد حوالي عام 648 ق.م،  تحتوي على مجموعة كبيرة من الرُقم المسمارية ، بما في ذلك نسخ من ملحمة جلجامش ونصوص مدرسية فيها ألواح تمارين لمؤلفات أدبية مليئة بالأخطاء الإملائية. واكتشفت مكتبة كاملة مكونة من نحو 600 لوح طيني غير محروق خارج منزل عائلة كهنوتية. كما أن العقود التي اكتشفت في الموقع تسجل باستمرار أسماء آرامية ، كما لاحظ فينكلشتاين  وتتوقف الكتابات فجأة في نفس زمن سقوط حران القريبة عام 610 ق.م، أي بعد عامين من سقوط نينوى . وتشكل الألواح المكتشفة في سلطان تبه الآن المكتبة الآشورية في المتحف الأثري في أنقرة . لاحقًا ظل الموقع خاليًا من السكان خلال فترتي العصر البابلي الحديث والعصر الأخميني ، ثم أعيد اشغاله في العصر الهلنستي والروماني.

## علم الآثار
سلطان تبه تل شديد الانحدار يزيد ارتفاعه عن 50 مترًا، مع سطح منبسط أبعاده 100 × 50 م. وقد كشف التآكل على أحد الجانبين عن قواعد أعمدة بازلتية عملاقة، تنتمي على ما يبدو إلى بوابة ضخمة، تنتمي إلى السوية الآشورية، حيث كانت هناك على وجه آخر من التل نهايات جدران ضخمة، تقف على نفس السوية، حوالي 7 أمتار. م. تحت السطح العلوي للتلة. خصص المعبد للإله سين إذ كشفت لوحة منحوتة جيدًا تحمل رمزه وهو الهلال قرونه إلى أعلى على قاعدة.
تبعت بعثة تمهيدية قصيرة في سلطان تبة في مايو/أيار ويونيو/حزيران 1951م سلسلة من المسوحات التي أجراها سيتون لويد من المعهد البريطاني للآثار في أنقرة (BIAA) مع نوري جوكشه Nuri Gökçe من المتحف الأثري في أنقرة في عام 1952م. وتوقف إجراء المزيد من أعمال الكشف في الموقع بسبب طبقة الركام التي يبلغ ارتفاعها سبعة أمتار والتي تعود إلى العصر الهلنستي والروماني والتي تغطي بقية الموقع.

## رقيماتسلطان تبه
حُرر ت سلسلة من منشورات رقيمات سلطان تبه ونشرت في دراسات الأناضول (المعهد البريطاني في أنقرة) منذ عام 1953 فصاعدًا بواسطة جورني O. R. Gurney وآخرين. النصوص تتراوح على نطاق واسع. ومن أبرز النقاط:
- تسجل سلسلة من الألواح الليمو أو المسؤولين الذين استخدمهم الآشوريون لتأريخ سنوات حكمهم، وبالتالي توفر الدعم للتسلسل الزمني الآشوري القياسي خلال الفترة 911-648. ق.م في "Eponym Canon"
- أربعون سطرًا من ملحمة الخلق، إنوما إيليش ، والتي كانت مفقودة من النصوص المستعادة في آشور نفسها
- جزء طويل من ملحمة جلجامش، يبدو أنه نُسخ من قبل تلميذ في المدرسة، وهو مليء بالأخطاء. هناك أيضًا لوح مجزأ ومتآكل وغير محروق للمقطع عن حلم إنكيدو .[8]
- أقسام من قصة الصالح المتألم أو تسميتها حسب بدايتها "سأمجد رب الحِكمة" Ludlul bēl nēmeqi ، بأوجه تشابه قوية مع سفر أيوب . وقد قدمت مكتبة سلطان تبه لأول مرة نص اللوح الأول، الذيِ يروي محنة الصالحين المتألمين على أيدي الرجال، [9]
- نص نارو narû (مكتمل في 175 سطرًا)، وهو نوع أدبي يصاغ كما لو كان نسخة منقولة من نقش نصب ملكي، إذ يُقدم الملك بألقابه، يليه سرد شخصي لحكمه، ويُختتم بلعنات ضد تشويه النقش والبركات للحفاظ عليه؛ في الحالة هنا، نص النارو يقدم "ملحمة نارام سين "، المرتبط باسم الملك الأكدي الشهير ولكن ليس تاريخيًا بدرجة ما؛ إذ يكمل نص سلطان تبه ويراجع تفسير النصوص المجزأة المعروفة منذ فترة طويلة من مكتبة آشور بانيبال في نينوى والأرشيفات الحيثية في خاتوشا ويتضمن الجزء [10] المعروف سابقًا باسم "ملحمة ملك كوثا ".[11]
- النص الكامل لنص أدبي أكدي جديد، وهو مثال على نوع أدبي جديد، الرجل الفقير من نيبور (كامل في 160 سطرًا)، وهي حكاية نشأت بلا شك في نيبور في منتصف الألفية الثانية ق.م، وجرى تقديمها في مراجعة من القرن السابع ق.م. ونُشرت في دراسات الأناضول 6 (145 وما يليه) و 7 (135 وما يليه).[12]

تتضمن النصوص الأخرى ذات الأهمية شعائر وتعاويذ وقراءات الفأل وعقود  وقوائم المفردات.

## هوامش
1. ↑  أثبت وجود هوزيرينا بشكل غير مباشر في الألواح المسمارية في الموقع، وفي سجلات [[توكولتي نينورتا الثاني]]، لكن . جورني O. R. Gurney أشار إلى أن هوزيرينا في السجلات الملكية كانت تقع على مسافة لا تزيد عن يوم واحد غرب [[نصيبين]]، في حين تقع سلطان تبه على بعد حوالي 130 ميلاً إلى الغرب (Gurney, in Anatolian Studies 2 p. 30f).
2. ↑  استنادًا إلى التواريخ اسم اليمو حسب "القوائم المعيارية" التي تنتهي في عام 648 قبل الميلاد. (Lloyd and Gokçe 1953:42).
3. ↑  يشير فينكلشتاين، "العقود الآشورية من سلطان تبه"، Anatolian Studies 7 (1957:137-145) p. 138، إلى أن سجلات تل حلف تحمل أيضًا أسماء آرامية بشكل متسق في هذه الفترة.
4. ↑  Seton Lloyd, سيتون لويد ،, Sultantepe. Part II. الفخاريات والأشياء الصغيرة التي عثر عليها الفريق المشترك الأنجلو تركي في عام 1952، Anatolian Studies, vol. 4, pp. 101-110, 1954
5. ↑  وصف سلطان تبه كما كان في عام 1952 قدمه سيتون لويدز في Anatolian Studies 24 (1974):197-220) p. 203
6. ↑  كما هو موضح في Seton Lloyd and Nurı Gokçe, "Sultantepe: Anglo-Turkish Joint Excavations, 1952" Anatolian Studies 3 (1953:27-47) p. 40 fig. 6.
7. ↑  Seton Lloyd and Nuri Gokçe, Sultantepe: Anglo-Turkish Joint Excavations, 1952, Anatolian Studies, 3, 1953:27-47; Lloyd, in Anatolian Studies, 24 (1974):197-220 p. 203.
8. ↑  O. R. Gurney, "Two Fragments of the Epic of Gilgamesh from Sultantepe" Journal of Cuneiform Studies 8.3 (1954: 87-95).
9. ↑  W. G. Lambert and O. R. Gurney, '"The Sultantepe Tablets (Continued). III. The Poem of the Righteous Sufferer" Anatolian Studies 4 (1954:65-99).
10. ↑  اسم نارام سن غير موجد في الجزء.
11. ↑  O. R. Gurney, "The Sultantepe Tablets (Continued). IV. The Cuthaean Legend of Naram-Sin' Anatolian Studies 5 (1955:93-113).
12. ↑  O. R. Gurney, "The Tale of the Poor Man of Nippur and Its Folktale Parallels' Anatolian Studies 22, Special Number in Honour of the Seventieth Birthday of Professor Seton Lloyd (1972:149-158).
13. ↑  Finkelstein 1957:137-145.